# ديفيد ساتكليف
ديفيد ساتكليف هو ممثل كندي، ولد في 8 يونيو 1969 بساسكاتون في كندا.

## أعمال

### مسلسلات
- بنات غيلمور
- التحقيق في موقع الجريمة
- ميامي
- سنة في العمر

## وصلات خارجية
- ديفيد ساتكليف على موقع IMDb (الإنجليزية)
- ديفيد ساتكليف على موقع ألو سيني (الفرنسية)
- ديفيد ساتكليف على موقع أول موفي (الإنجليزية)
- ديفيد ساتكليف على موقع قاعدة بيانات الأفلام السويدية (السويدية)
- ديفيد ساتكليف على موقع إن إن دي بي (الإنجليزية)
- ديفيد ساتكليف على موقع قاعدة بيانات الفيلم (الإنجليزية)
- ديفيد ساتكليف على موقع كينوبويسك (الروسية)